# ティトラウステス (クセルクセス1世の子)
ティトラウステス（希：Τιθραύστης、ラテン文字転記：Tithraustes、紀元前5世紀）はアケメネス朝ペルシア王クセルクセス1世の庶子である。
紀元前466年にカリア、リュキア近辺のギリシア都市を味方に引き入れながら東進してきたアテナイの将軍キモン率いるデロス同盟艦隊250隻と、ティトラウステスは艦隊340隻を率いてエウリュメドン川（ディオドロスはキュプロスとしている）で交戦した（エウリュメドン川の戦い）。激戦の末ティトラウステスの艦隊は敗れ、100隻以上を乗組員もろとも鹵獲された。その同じ日にエウリュメドン川の陸軍もキモンの夜襲を受けて敗れた。

## 註
1. ↑  ディオドロス, XI. 60
2. ↑  プルタルコス, 「キモン伝」, 12-13

## 参考URL
- Bill Thayer's Web Site（ディオドロスの『歴史叢書』の英訳あり）
- プルタルコス著、河野与一訳、『プルターク英雄伝』、岩波書店、1955年